# Arnold Wall
Arnold Wall (ur. 15 listopada 1869, zm. 29 marca 1966) – poeta brytyjski i nowozelandzki.

## Życiorys
Arnold Wall urodził się w miejscowości Nuwara Eliya na wyspie Ceylon (obecnie w państwie Sri Lanka). Jego rodzicami George Wall, plantator kawy i kupiec, i jego żona, Mary Ann Dixon. Miał liczne rodzeństwo, w tym pięć starszych przyrodnich sióstr z pierwszego małżeństwa ojca. Razem z niektórymi z rodzeństwa został wysłany na wychowanie do Anglii do rodziny mieszkającej w Clevedon pod Bristolem. W 1879 poszedł do brytyjskiej szkoły pod Londynem. Studiował angielski i francuski na University of London. Magisterium otrzymał w 1893. Potem nauczał w University Correspondence College in Cambridge. Na tamtejszym uniwersytecie zrobił bakalaureat. Zajmował się wpływami skandynawskimi na język angielski. Pracował na University College of Wales w  Aberystwyth. W 1898 złożył aplikację na stanowisko profesora języka angielskiego, literatury i historii w Canterbury College w Nowej Zelandii. Był wykładowcą na anglistyce przez 25 lat. Prowadził zajęcia z języka staroangielskiego i literatury anglosaksońskiej. Jako profesor był konserwatysta, utrzymującym dystans między sobą a słuchaczami. Podobno nigdy się nie uśmiechał. Studenci uważali jego wykłady za nudne i mało inspirujące. W 1901 ożenił się z Elsie Kent Monro Curnow, córką kierownika szkoły. Miał z nią dwie córki i syna. Żona zmarła nagle na zapalenie płuc w 1924. Arnold pozostał wdowcem do końca długiego życia. W 1960 University of New Zealand wyróżnił go doktoratem honoris causa w dziedzinie literatury. Wall cieszył się jasnym umysłem i dobrym zdrowiem do późnej starości. W dalszym ciągu oddawał się swojej pasji alpinistycznej. Zbierał też okazy roślin. Kiedy miał 84 lata wszedł na Mt. Isobel pod Hanmer, co jeszcze bardziej zwiększyło jego popularność. Zmarł w Christchurch w wieku 96 lat.
Córka Arnolda Walla, Hillary, wyszła w 1926 za mąż za Normana Macdonalda Richmonda.

## Twórczość
Arnold Wall był poetą i prozaikiem. Wydał dziesięć zbiorów poetyckich. Opublikował między innymi tomiki Blank Verse Lyrics i New Poems. Pisał między innymi sonety. Wall najszerzej oddziaływał na odbiorców za pośrednictwem radia. Od początku 1955 prowadził regularne audycje edukacyjne pod tytułem The Queen’s English. Zrezygnował z nich dopiero wtedy, gdy jego wzrok się wyraźnie pogorszył, w 1961. Wkrótce jednak, a miał już 91 lat, otworzył rubrykę w gazecie Press nazwaną The Jeweller's Window. Pisał w niej o kwestiach językowych, filozoficznych i własnym życiu. W 1965 wydał autobiografię Long and Happy.